# Oeceoclades

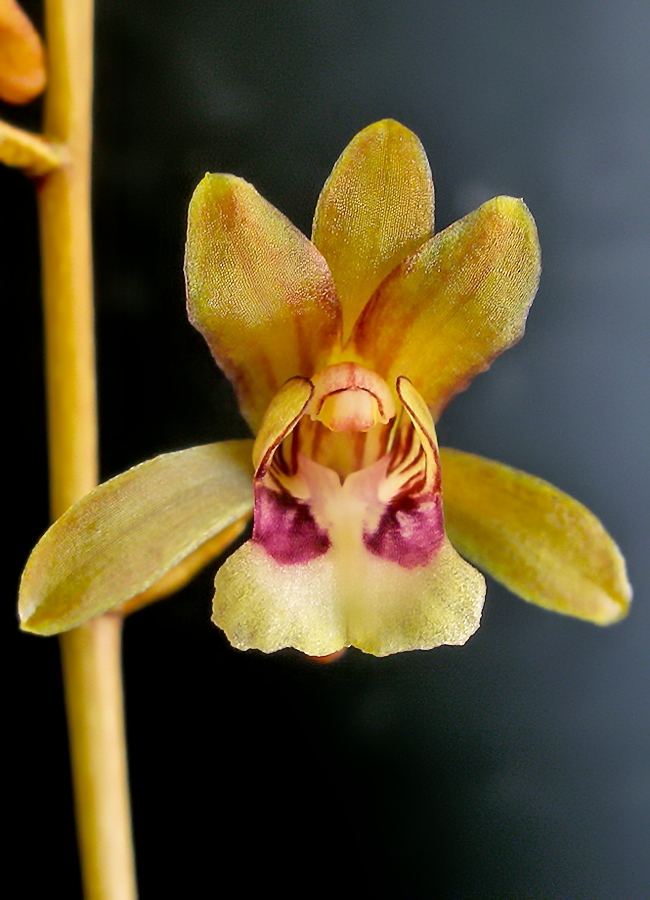
Oeceoclades gracillima

Oeceoclades – rodzaj roślin z rodziny storczykowatych (Orchidaceae). Obejmuje 40 gatunków występujących w Ameryce Środkowej i Południowej i Afryce. Rośliny naturalnie występują w takich krajach i regionach jak: Angola, Benin, Burkina Faso, Burundi, Kamerun, Republika Środkowoafrykańska, Komory, Kongo, Etiopia, Gabon, Ghana, Gwinea, Gwinea Bissau, wyspy Zatoki Gwinejskiej, Wybrzeże Kości Słoniowej, Kenia, Liberia, Madagaskar, Malawi, Mauritius, Mozambik, Nigeria, Rwanda, Reunion, Senegal, Sierra Leone, Eswatini, Tanzania, Togo, Uganda, Zambia, Zimbabwe, Demokratyczna Republika Konga, KwaZulu-Natal.
Rodzaj introdukowany zostały w takich krajach jak: Argentyna, Bahamy, Belize, Boliwia, Brazylia, Kajmany, Kolumbia, Kostaryka, Kuba, Dominikana, Ekwador, Floryda, Gujana Francuska, Gwatemala, Gujana, Haiti, Honduras, Jamajka, Meksyk, Panama, Antyle Holenderskie, Paragwaj, Peru, Portoryko, Surinam, Trynidad i Tobago, Wenezuela, Wyspy Nawietrzne.
Rodzaj wyginął na Seszelach.
Wszystkie gatunki z tego rodzaju zostały przeniesione w 2021 roku do rodzaju Eulophia.

## Systematyka
Rodzaj sklasyfikowany do podplemienia Eulophiinae w plemieniu Cymbidieae, podrodzina epidendronowe (Epidendroideae), rodzina storczykowate (Orchidaceae), rząd szparagowce (Asparagales) w obrębie roślin jednoliściennych.
Wykaz gatunków
- Oeceoclades alismatophylla (Rchb.f.) Garay & P.Taylor
- Oeceoclades ambongensis (Schltr.) Garay & P.Taylor
- Oeceoclades ambrensis (H.Perrier) Bosser & Morat
- Oeceoclades analamerensis (H.Perrier) Garay & P.Taylor
- Oeceoclades analavelensis (H.Perrier) Garay & P.Taylor
- Oeceoclades angustifolia (Senghas) Garay & P. Taylor
- Oeceoclades antsingyensis G.Gerlach
- Oeceoclades atrovirens (Lindl.) Garay & P.Taylor
- Oeceoclades aurea Loubr.
- Oeceoclades beravensis (Rchb.f.) R.Bone & Buerki
- Oeceoclades boinensis (Schltr.) Garay & P.Taylor
- Oeceoclades calcarata (Schltr.) Garay & P.Taylor
- Oeceoclades callmanderi Bosser
- Oeceoclades cordylinophylla (Rchb.f.) Garay & P.Taylor
- Oeceoclades decaryana (H.Perrier) Garay & P.Taylor
- Oeceoclades flavescens Bosser & Morat
- Oeceoclades furcata Bosser & Morat
- Oeceoclades gracillima (Schltr.) Garay & P.Taylor
- Oeceoclades hebdingiana (Guillaumin) Garay & P.Taylor
- Oeceoclades humbertii (H.Perrier) Bosser & Morat
- Oeceoclades lanceata (H.Perrier) Garay & P.Taylor
- Oeceoclades latifolia (Rolfe) Garay & P.Taylor
- Oeceoclades lonchophylla (Rchb.f.) Garay & P.Taylor
- Oeceoclades longebracteata Bosser & Morat
- Oeceoclades lubbersiana (De Wild. & Laurent) Garay & P.Taylor
- Oeceoclades maculata (Lindl.) Lindl.
- Oeceoclades pandurata (Rolfe) Garay & P.Taylor
- Oeceoclades perrieri (Schltr.) Garay & P.Taylor
- Oeceoclades petiolata (Schltr.) Garay & P.Taylor
- Oeceoclades peyrotii Bosser & Morat
- Oeceoclades quadriloba (Schltr.) Garay & P.Taylor
- Oeceoclades rauhii (Senghas) Garay & P.Taylor
- Oeceoclades saundersiana (Rchb.f.) Garay & P.Taylor
- Oeceoclades sclerophylla (Rchb.f.) Garay & P.Taylor
- Oeceoclades seychellarum (Rolfe ex Summerh.) Garay & P.Taylor
- Oeceoclades spathulifera (H.Perrier) Garay & P.Taylor
- Oeceoclades splendida Koop. & P.J.Cribb
- Oeceoclades ugandae (Rolfe) Garay & P.Taylor
- Oeceoclades versicolor (Frapp. ex Cordem.) J.-B.Castillon
- Oeceoclades zanzibarica (Summerh.) Garay & P.Taylor